# Oxford Classical Dictionary
Oxford Classical Dictionary (OCD) é uma enciclopédia em inglês, em um volume, sobre tópicos relacionados à Grécia e Roma Antiga. Foi publicado pela primeira vez em 1949, e uma segunda edição foi lançada em 1970, editada por Nicholas G. L. Hammond e H. H. Scullard. Uma terceira edição, de 1996, editada por Simon Hornblower e Antony Spawforth, foi revisada em 2003 e é a atual edição corrente.
A terceira edição também está disponível em CD-ROM, porém por ser parcialmente incompatível com as versões mais recentes do Windows acabou por não ser revisada ou relançada. Também está disponível para acesso pela Internet pela InteLex Corporation.
Os 6000 artigos do OCD abrangem tudo da vida cotidiana dos antigos gregos e romanos à sua geografia, religião e suas figuras históricas. A obra traz referências abrangentes informando as fontes e publicações acadêmicas recentes.
Uma cópia do OCD é oferecida tradicionalmente pelos organizadores do National Latin Exam ("Exame Nacional de Latim") como prêmio para os estudantes que consigam quatro medalhas de ouro consecutivas no exame.